# Подусов
Подусов (укр. Подусів) — село в Перемышлянской городской общине Львовского района Львовской области Украины.
Население по переписи 2001 года составляло 611 человек. Занимает площадь 1,97 км². Почтовый индекс — 81245. Телефонный код — 3263.